# Kostel svatého Martina (Břvany)
Kostel svatého Martina je římskokatolický farní kostel zasvěcený svatému Martinovi v Břvanech v okrese Louny. Od roku 1964 je chráněn jako kulturní památka. Stojí v areálu zrušeného hřbitova na jižním okraji vesnice.

## Historie a stavební vývoj
Svatý Martin byl od 17. století filiálním kostelem postoloprtské farnosti. V roce 1785 se při něm začaly vést matriky a rok nato byl jeho statut změněn na lokálii. V roce 1856 se stal sídlem farnosti. Prvním farářem byl jmenován P. Karl Dietrich.
S výstavbou kostela v pozdně gotickém slohu se pravděpodobně začalo roku 1501 nebo 1502. Datace se opírá o kdysi patrný letopočet, římskými číslicemi vytesaný na ostění, vsazeném do západního průčelí márnice. Nicméně dendrochronologický rozbor dřeva použitého na krov prokázal jeho pokácení až v roce 1550. Tomu odpovídá i stáří dřeva na překladu v oratoři, stanovené na rok 1544. Je proto možné, že kostel v první polovině 16. století postihla živelná katastrofa, nebo zůstal nedostavěn s provizorní střechou a zastřešen později. V roce 1580 pak byla postavena věž, jak dokazuje opět dendrochronologie použitého materiálu. S tím koresponduje osazení dochovaného zvonu, ulitého v dílně Brikcího z Cimperka, o rok později. V roce 1720 byla horní, dřevěná část věže zbořena a znovu postavena podle plánů barokního architekta Pavla Ignáce Bayera. V průběhu 16. století se stavěla zeď, vymezující areál hřbitova, a také márnice. V roce 1724 byla márnice přestavěna do dnešní podoby a roku 1860 změněn směr hřbitovní zdi, přičemž původní zůstala jen její východní část. Také reliéf svatého Martina s klečícím žebrákem, zasazený mezi štít a portál jižního přístavku, pochází z šestnáctého století. V roce 1703 pak byl v kostele postavený nový kůr.

## Stavební podoba
Jednolodní kostel s neodsazeným presbytářem je orientovaný k východu. K severní straně přiléhá čtverhranná věž s obdélnými a půlkruhově zakončenými okny. K protější jižní straně je přiložen přístavek s kaplí božího hrobu, která původně sloužila jako předsíň. Z jižní strany do kaple vede profilovaný portál v pravoúhlém rámci obklopeném navíc hrotitým obloukem, jehož část vystupující z fasády byla odtesána. Nad portálem je reliéf svatého Martina a ještě nad ním rovnoramenný vpadlý kříž. Polygonálně uzavřený presbytář podpírají opěráky s tesanými erbovními štítky a osvětluje ho šestice velkých hrotitých oken. Valeně zaklenutá sakristie se nachází v přízemí věže a vchází se do ní hrotitým portálkem z presbytáře. Stejnou klenbu má také kaple božího hrobu.

## Zařízení
Hlavní, raně barokní oltář z roku 1674 je zdoben obrazy svatého Martina a svatého Josefa z devatenáctého století. Boční oltáře jsou rokokové a zasvěcené svatému Janu Nepomuckému a Panně Marii. Obrazem Krista a evangelistů zdobená kazatelna je z roku 1703. Výbavu doplňují barokní kamenná křtitelnice s původním dřevěným víkem a obrazy Narození Páně a Poslední večeře ze druhé poloviny osmnáctého století.